# استارت بکستر
استارت بکستر (انگلیسی: Stuart Baxter؛ زادهٔ ۱۶ اوت ۱۹۵۳) بازیکن فوتبال سابق اهل اسکاتلند است.